# Tin học kinh tế
Tin học kinh tế là một ngành khoa học nghiên cứu, thiết kế, phát triển và ứng dụng công nghệ thông tin và hệ thống truyền thông trong các doanh nghiệp. Với danh nghĩa một ngành khoa học hỗn hợp, tin học kinh tế đặt nền tảng trên kinh tế học, mà đặc biệt là kinh tế quản trị, cùng với ngành công nghệ thông tin. Ngoài ra, trong nghiên cứu, giảng dạy cũng như ứng dụng thực tế, tin học kinh tế còn liên quan tới lý thuyết cũng như phương thức của các ngành khoa học xã hội, mà đặc biệt là nhân chủng học, xã hội học, tâm lý học, cũng như các lý thuyết điều khiển học, lý thuyết hệ thống và điện tử viễn thông.

## Tin học kinh tế với tư cách một ngành khoa học
Mặc dù có nhiều đặc điểm của một ngành giao thoa, tin học kinh tế vẫn có một phạm vi nghiên cứu riêng biệt, đó là hướng vào lý thuyết, phương cách, công cụ và kiến thức về hệ thống công nghệ thông tin cũng như điện tử viễn thông. Nhiệm vụ của ngành này là tạo ra những hệ thống ngày càng phức hợp hơn, đồng thời phát triển và vận hành chúng. Tin học kinh tế là một môn khoa học ứng dụng, tuy nhiên nó cũng chứa đựng vài yếu tố của một môn khoa học thuần tuý, vì một mặt tin học kinh tế tập trung vào việc phát triển hệ thống công nghệ thông tin, mặt khác nó cũng là một môn khoa học kỹ thuật. Ngoài việc khai thác những hệ thống công nghệ thông tin và điện tử viễn thông, tin học kinh tế còn hướng vào phát triển trên thực tế những hệ thống kinh tế và xã hội để qua đó xác định những hệ thống công nghệ thông tin thiết yếu, đồng thời tạo ra những mô hình công nghệ thông tin mới.
Tin học kinh tế còn có thể được coi như một ngành khoa học xã hội. Để phát triển các hệ thống công nghệ thông tin, tin học kinh tế cần sử dụng lý thuyết hệ thống. Những hệ thống công nghệ thông tin này trước hết tập trung vào phương diện kinh tế. Do đó, tại nhiều trường đại học, tin học kinh tế được liệt vào danh mục những ngành khoa học kinh tế, hoặc những ngành khoa học kinh tế - xã hội.
Ở CHLB Đức, trong những trường đại học khoa học ứng dụng (Fachhochschule - FH), tin học kinh tế bao gồm một nửa là công nghệ thông tin, nửa còn lại là khoa học kinh tế.

Tháp tri thức

Ngoài ra, tin học kinh tế, với tư cách là một ngành khoa học, còn có nhiệm vụ nghiên cứu cách thu thập những dữ liệu, thông tin cũng như kiến thức kinh tế hữu dụng từ những hệ thống trên, cộng với phương cách tạo những nguyên liệu đó. Tháp tri thức bên cạnh thể hiện mối tương quan giữa những thành phần kể trên. Hệ thống quản lý tri thức trong những năm trở lại đây đã đóng một vai trò quan trọng trong các doanh nghiệp và trường đại học. Trên hết là những tiến trình, phương thức tạo lập tri thức, quản lý và mở rộng vốn tri thức đã góp công lớn cho sự phát triển hệ thống mạng 2.0, đặc biệt là hệ thống giáo dục trực tuyến cũng như bách khoa toàn thư mở trực tuyến.
Trong trường đại học, tin học kinh tế là một ngành học riêng biệt hoặc đóng vai trò là một trọng tâm đối với một số ngành học khác, còn tại các viện nghiên cứu tư nhân cũng như quốc lập, tin học kinh tế là một phạm vi nghiên cứu độc lập.

## Lĩnh vực nghề nghiệp của tin học kinh tế
Tin học kinh tế hướng vào hoạch định kế hoạch, phát triển, bổ sung, vận hành, cải tiến và sử dụng các hệ thống thông tin cũng như điện tử viễn thông, qua đó hỗ trợ cho các hoạt động kinh tế, các quyết định chiến lược mang tính hệ thống trong doanh nghiệp cũng như quản lý công cộng.
| Business-Intelligence                                                                    | Quản lý thông tin | Hệ thống thông tin/Hệ thống viễn thông | Kinh tế mạng | Quản lý quy trình                                                                         |
| ---------------------------------------------------------------------------------------- | --- | --- | --- | ----------------------------------------------------------------------------------------- |
| - Quản lý dữ liệu sản xuất - Khai thác dữ liệu - Vận trù học - Mô phỏng học - Stochastic | - Tổng quan: Quản lý: - Hệ thống thông tin - kinh tế thông tin - công nghệ thông tin và truyền thông - Chính phủ điện tử - IT-Controlling - Tổ chức công nghệ thông tin - Chiến lược công nghệ thông tin - Thiết kế doanh nghiệp - Quản lý thông tin đặc biệt - Quản lý nội dung doanh nghiệp - Lưu trữ điện tử - Phục hồi thông tin - Quản lý tri thức | - Hệ thống thông tin trong sản xuất - Ngành nhỏ: Hệ thống ứng dụng (Phát triển, lập kế hoạch, chăm sóc) - Ngành nhỏ: Hệ thống truyền thông - Ngành nhỏ: Con người và tâm lý học - Những hệ thống thông tin đặc biệt - Hệ thống hỗ trợ kiểm soát - Hệ thống thông tin quản lý - Hệ thống thông tin kinh tế - Hệ thống tổ chức cho doanh nghiệp - Hệ thốngkế hoạch sản xuất và thuế vụ - Hệ thống truyền thông và Hệ thống cộng tác | - Tích hợp ứng dụng doanh nghiệp - Dịch vụ web và Thiết kế hướng dịch vụ - Thương mại điện tử - Marketing trực tuyến | - Quản lý quy trình thương mại - Luồng làm việc và Quản lý luồng làm việc - Kỹ sư dịch vụ |

Các công cụ
Các công cụ lấy từ các ngành khoa học khác, và được tiếp tục phát triển trong ngành tin học kinh tế.
- Mô hình hoá
  - Mô hình dữ liệu
  - Mô hình thông tin
  - Mô hình tham khảo

Những lĩnh vực khác
- Chính phủ điện tử
- Giáo dục trực tuyến
- Y tế điện tử
- Kinh tế lưu động
- Ứng dụng kinh tế quy mô lớn

Một số lĩnh vực trên đây vẫn chưa hình thành rõ rệt một nhánh nghiên cứu thực sự, và tên của chúng mới chỉ được hiểu như một từ khoá khoa học.

## Ảnh hưởng từ những ngành khoa học khác
Ngay từ tên ngành mình, tin học kinh tế đã thể hiện nó chịu ảnh hưởng lớn từ hai ngành tin học và kinh tế. Dưới đây đề cập chi tiết hơn về sự ảnh hưởng này.

### Công nghệ thông tin
Nền tảng của công nghệ thông tin là tin học lý thuyết. Đối với tin học kinh tế, những lĩnh vực quan tâm chính trong tin học lý thuyết bao gồm: Lý thuyết đồ thị, Lý thuyết trò chơi, Trí tuệ nhân tạo và Lý thuyết tự động hoá. Logic cũng mang ý nghĩa trung tâm trong vai trò phân tích và giải đáp các vấn đề phức tạp.
Những lĩnh vực quan tâm chính lấy từ tin học ứng dụng: Hệ điều hành, mạng máy tính, thuật toán và cấu trúc dữ liệu. Các ứng dụng của tin học kinh tế hoạt động trên môi trường hệ điều hành và mạng máy tính, trong khi để tạo ra các ứng dụng đó tin học kinh tế cần các lý thuyết về thuật toán và cấu trúc dữ liệu để làm việc với các ngôn ngữ lập trình. Ngoài ra, để lập kế hoạch, phân tích và thiết kế các phần mềm, tin học kinh tế còn cần tới lý thuyết kỹ thuật phần mềm. Để lưu trữ các dữ liệu dài hạn, tin học kinh tế, tin học cần tới các lý thuyết về cơ sở dữ liệu.

### Kinh tế quản trị
Dưới góc độ kinh tế quản trị, tin học kinh tế đóng một vài trò quan trọng trong nhiệm vụ hỗ trợ chức năng và ra quyết định chiên lược. Bài toán đặt ra cho tin học kinh tế là, một mặt hỗ trợ các quá trình hoạt động tốt nhất có thể, mặt khác, phải thu thập xử lý nhiều nhất có thể các dữ liệu cho việc quyết định chiến lược.
Về tính ứng dụng thực tiến, tin học kinh tế đáp ứng các nhiệm vụ sau:
| Hỗ trợ các quá trình hoạt động | Hỗ trợ các quyết định chiến lược |
| --- | --- |
| - Quản lý tài nguyên, Sản xuất, Hâu cần kinh tế, Dịch vụ / Dịch vụ hậu mãi - Hệ thống thanh toán - Quản lý hệ thống giao tiếp khách hàng - Quản lý hợp đồng và hệ thống quyết toán - Xây dựng (Tin học xây dựng) - Kế toán und Kế toán tài chính - Quản lý dự án - Trao đổi dữ liệu giữa các doanh nghiệp (Trao đổi dữ liệu điện tử - EDI) - Lập dự án và đánh giá mức độ lạc quan (Nghiên cứu hoạt động) - Quản lý vận chuyển, Lập kế hoạch lộ trình - Các nhiệm vụ liên quan tới trọng tâm của doanh nghiệp ứng dụng tin học học kinh tế (hệ thống quản lý chỗ ngồi trong sòng bạc, quản lý hệ thống lành lạnh sâu cho thực phẩm, Hệ thống quản lý thông tin vận chuyển cho tàu điện ngầm, v.v.) | - Tính toán - Marketing - Quản lý nhân sự - Thanh toán - Báo cáo - Dịch vụ chuyên nghiệp - Mô hình hoá hoạt động doanh nghiệp - Thiết kế dịch vụ - Quản lý doanh nghiệp - Các hệ thống thống kê bảo hiểm - Quá trình phân tích(OOA) trong kỹ thuật phần mềm |

### Những lĩnh vực ảnh hưởng khác
Tin học kinh tế còn sử dụng một số lý thuyết của các ngành khoa học kỹ thuật, truyền thông, khoa học hệ thống, cũng như tâm lý học, xã hội học.

## Ảnh hưởng lên các ngành khoa học khác
Trong ngành kinh tế quốc dân có một nhánh tin học kinh tế quốc dân đang được phát triển. Nhánh ngành này chỉ là một phần của hệ thống những phương pháp tin học kinh tế, được dùng để hỗ trợ các phương pháp của kinh tế quốc dân.

## Lưu chú
1. ↑  vgl. Heinrich, Lutz J.: Wirtschaftsinformatik: Einführung und Grundlegung, S. 14
2. ↑  "Informatik für Wirtschaftswissenschaftler und Wirtschaftsinformatiker". Google Books. Truy cập ngày 13 tháng 2 năm 2015.
3. ↑  Alice Robbin: Rob Kling In Search of One Good Theory: The Origins of Computerization Movements.